# The Voice of Italy 2 - The Best of Battles
The Voice of Italy - The Best of Battles è la seconda compilation pubblicata della seconda edizione di The Voice of Italy. È stata pubblicata il 24 aprile 2014 per la Universal Music e contiene 15 duetti dei 32 eseguiti durante la fase battle del programma.

## Tracce
1. Esther Oluloro e Steven Patrick Piu – Hedonism – 2:21 – Team Pelù
2. Piero Dread e Valerio Jovine – Je sò pazzo – 2:15 – Team J-Ax
3. Suor Cristina Scuccia e Luna Palumbo – Girls Just Want to Have Fun – 2:29 – Team J-Ax
4. Paola Bivona e Claudia Megrè – Città vuota – 2:28 – Team Pelù
5. Dylan Magon e Ivan Granatino – Young, Wild & Free – 2:43 – Team J-Ax
6. Giacomo Voli e Dejanira Giannarelli – Knockin' on Heaven's Door – 2:18 – Team Pelù
7. Carolina Russi e Emiliano Valverde – Cambierà – 2:27 – Team J-Ax
8. Giulia Dagani e Debby Lou – Yoü and I – 2:25 – Team J-Ax
9. Gianna Chillà e Angela Pascucci – Titanium – 2:35 – Team Noemi
10. Federica Bensi e Daria Biancardi – Piece of My Heart – 2:27 – Team Pelù
11. Marco Galeone con Sara Gozzi e Tommaso Pini – Counting Stars – 2:23 – Team Carrà
12. Federica Graziani e Stefano Corona – Bad – 2:26 – Team Noemi
13. Alessio Buscemi e Francesco Marotta – Love Me Again – 2:24 – Team Carrà
14. Francesca Romana D'Andrea e Federica Buda – Tra te e il mare – 2:39 – Team Carrà
15. Sasha Susino e Giorgia Pino – Caffè nero bollente – 2:29 – Team Noemi

Durata totale: 36:49

## Classifiche
| Classifica (2014) | Posizione massima |
| ----------------- | ----------------- |
| Italia            | -                 |